# درو پاول
درو پاول (انگلیسی: Drew Powell؛ زادهٔ ۱۹ ژانویهٔ ۱۹۷۶) هنرپیشه اهل ایالات متحده آمریکا است. وی از سال ۲۰۰۰ میلادی تاکنون مشغول فعالیت بوده‌است.
از فیلم‌ها یا برنامه‌های تلویزیونی که وی در آن نقش داشته‌است می‌توان به ان‌سی‌آی‌اس، دکتر هاوس، ۱۴۰۸، کسل، آناتومی گری، هاوایی فایو-زیرو، پرونده سرد، سگ‌های پوشالی، تفنگدار دریایی، گاتهام، طوفان جهانی، اردوگاه جهنم، تاچ‌بک و پیامی از سوی شاه اشاره کرد.